# Белей Іван Михайлович
Іва́н Гаврилович Беле́й (псевдонім і криптонім — Роман Розмарин, Гнат Перевізник та ін.; 23 вересня 1856, м. Войнилів, тепер смт Калуського району Івано-Франківської області — 20 жовтня 1921, Львів) — український журналіст, перекладач і критик.

## Життєпис
Закінчив юридичний факультет Львівського університету (1880).
Належав до демократичної частини студентського товариства «Академический кружок», був членом редакції журналу «Друг» (1876—1877). Разом з І. Франком та М. Павликом видавав «Дрібну бібліотеку» (1878—1879, вийшло 14 випусків), редагував журнал «Світ» (1881—1882), на сторінках якого виступив з сатиричними нарисами проти негативних явищ галицької дійсності.
Довголітній редактор газети «Діло» (1884—1902) та її літературного додатка «Бібліотека найзнаменитіших повістей».
Похований на 4 полі Личаківського цвинтаря. Надгробок відремонтований дирекцією музею «Личаківський цвинтар».

## Праці
Автор перекладів з західноєвропейської літератури, численних публіцистичних, літературно-критичних статей, нарисів і рецензій. З юнацьких років був активним учасником і організатором відзначення щорічних шевченківських свят, у виданнях під власною редакцією систематично публікував статті й матеріали про життя і творчість Шевченка, широко висвітлював вшанування його пам'яті в містах і селах Галичини. Відгукнувся на першу публікацію українського перекладу щоденника Шевченка («Зоря». — 1893. — № 17), вказував на необхідність українського перекладу російськомовних повістей і листів поета та повного видання його творів.
Популяризував книжку М. Чалого «Жизнь и произведения Т. Шевченка» (1882), підтримував і заохочував працю І. Франка над німецькими перекладами поезії Шевченка. У промові на шевченківському святі 1894 («Діло». — 1894. — № 100) і статті «За що ми шануємо пам'ять Шевченка?» (Ілюстрований календар Товариства «Просвіта». — Львів, 1895) Б. наголосив на винятково важливій ролі поета в національно-політичному і культурному відродженні українського народу.